# Stowey Castle
Stowey Castle är ett slott i Storbritannien.   Det ligger i grevskapet Somerset och riksdelen England, i den södra delen av landet, 220 km väster om huvudstaden London. Stowey Castle ligger 110 meter över havet.
Terrängen runt Stowey Castle är kuperad åt sydväst, men åt nordost är den platt. Runt Stowey Castle är det ganska tätbefolkat, med 222 invånare per kvadratkilometer. Närmaste större samhälle är Bridgwater, 11,4 km öster om Stowey Castle. Trakten runt Stowey Castle består i huvudsak av gräsmarker.